# آزمون جامع

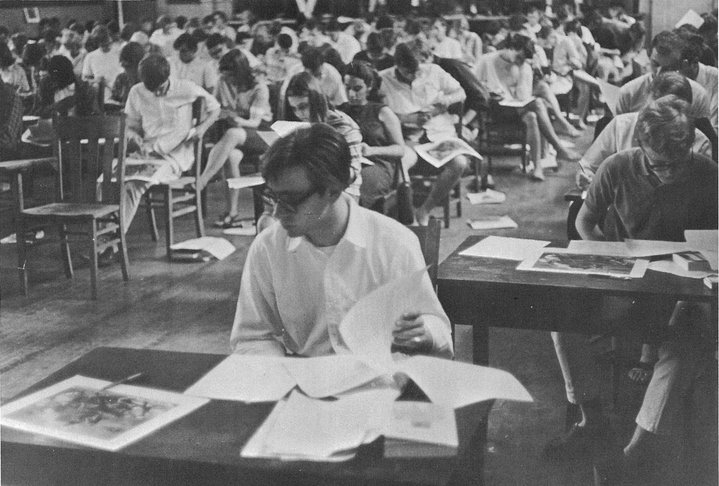
دانش‌آموزان کالج شیمر در حال دادن امتحان جامع، ۱۹۶۶.

در آموزش عالی آزمون جامع یا امتحان جامع نوع خاصی از امتحان است که باید توسط دانشجویان تحصیلات تکمیلی در برخی از رشته‌ها و دوره‌های تحصیلی و همچنین در مقطع کارشناسی و در برخی از موسسات و ادارات داده شود. برخلاف امتحانات نهایی، آزمون جامع به دروس خاص نیست بلکه بیشتر به اطلاعات بین یا چند زمینه مربوط می‌شود. در خصوص دوره‌های دکتری تخصصی، آزمون جامع پیش نیاز نوشتن پروپوزال می‌باشد. هر دانشجو حداکثر دو بار اجازه شرکت در آزمون جامع را دارد. پس از قبولی در امتحان جامع دانشجو می‌تواند نسبت به دفاع از پروپوزال اقدام نماید.